# Trang Thân vương

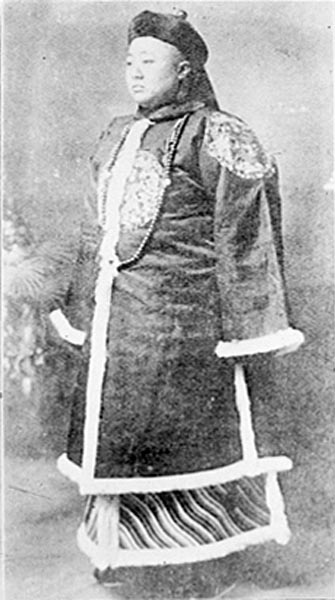
Tái Huân - con trai thứ hai của Trang Hậu Thân vương Dịch Nhân

Hòa Thạc Trang Thân vương (chữ Hán: 和碩莊親王; tiếng Mãn: ᡥᠣᡧᠣᡳ
ᠠᠮᠪᠠᠯᡳᠩᡤᡡ
ᠴᡳᠨ ᠸᠠᠩ, Möllendorff: Hošoi ambalinggū cin wang, Abkai: Hoxoi ambalinggv qin wang) là tước vị Thân vương thế tập truyền đời nhà Thanh trong lịch sử Trung Quốc. Do được ban ân con cháu tập tước không bị giáng vị, Trang Thân vương trở thành một trong Thiết mạo tử vương.

## Khái quát
Thủy tổ của Trang vương phủ là Thạc Tắc - Hoàng ngũ tử của Thanh Thái Tông Hoàng Thái Cực. Thuận Trị nguyên niên (1644), ông được phong tước Thừa Trạch Quận vương (承泽郡王), đến năm thứ 8 (1651), được tấn phong làm Thừa Trạch Thân vương (承泽亲王, tiếng Mãn: ᡥᠣᡧᠣᡳ
 ᡴᡝᠰᡳᠩᡤᡝ
 ᠴᡳᠨ ᠸᠠᠩ, Möllendorff: Hošoi kesingge cin wang, Abkai: Hoxoi kesingge qin wang). 
Năm thứ 11 (1655), ông qua đời, con trai trưởng là Bác Quả Đạc thừa tập tước vị, song được Thuận Trị Đế sửa lại phong hào thành "Trang" (莊). Bác Quả Đạc qua đời mà vô tự, nên Ung Chính Đế ra chỉ cho Hoàng thập lục tử của Thanh Thánh Tổ Khang Hi Hoàng đế - Dận Lộc nhập tự Trang vương phủ, từ đó tiếp tục kế tục tước vị.
Về vấn đề thế tập tước vị, sau khi Bác Quả Đạc qua đời, lúc ấy Trang vương phủ tiểu tông có bốn người: 
- Minh Hách (明赫), con trai thứ hai của Y Thái (伊泰) - con trai thứ hai của Bác Ông Quả Nặc (博翁果諾) - con trai thứ hai của Thạc Tắc
- Phúc Thương (福苍) - con trai thứ năm của Bác Ông Quả Nặc
- Cầu Lâm (球琳) - con trai trưởng của Phúc Thương
- Tháp Trát Phổ (塔扎普) - con trai thứ hai của Phúc Thương.

Theo lý, cả bốn vị này đều có thể thừa kế Trang vương phủ đại tông, nhưng Thanh Thế Tông lại cho Dận Lộc kế tục, thật sự không hợp nguyên tắc. Điều này thể hiện việc Thanh Thế Tông đối với Quân công Vương thật sự không coi trọng.

### Ý nghĩa phong hiệu
Phong hiệu "Thừa Trạch" của Thạc Tắc có Mãn ngữ là "kesingge", nghĩa là có ân, có tạo hóa. Phong hiệu "Huệ" của tiểu tông có Mãn ngữ là "fulehun", nghĩa là ân huệ. Kết hợp với xuất thân của Thạc Tắc có thể thấy được tước vị của một chi Trang vương phủ phần lớn là nhờ vào ân huệ mà không phải quân công. Sau khi cải hiệu thành "Trang" có Mãn ngữ là "tob", nghĩa là đoan chính.

### Chi hệ
Thạc Tắc có tất cả 4 con trai, trong đó chỉ có trưởng tử Bác Quả Đạc và thứ tử Bác Ông Quả Nặc là do chính thất sinh ra, tam tử Nhăng Ngạch Bố là cho thứ thiếp sinh ra, còn tứ tử thì mất sớm. Vì vậy, đại tông cho Bác Quả Đạc kế thừa. Mà đích thứ tử Bác Ông Quả Nặc với tư cách là biệt tông cũng được phong tước vị trong Nhập bát phân là "Huệ Quận vương", Nhăng Ngạch Bố cũng được phong làm Phụ quốc Tướng quân.
Về sau, Bác Quả Đạc vô tự, con trai của Nhăng Ngạch Bố cũng vô tự, vì vậy hậu duệ của Thạc Tắc chính thức chỉ còn do một chi Bác Ông Quả Nặc kéo dài tiếp tục. Địa vị của một chi Bác Ông Quả Nặc cũng liên tục không ổn định, từ Thanh sơ đến trung hậu kỳ đều nhiều lần bị cách tước. Triều đình cũng vì đại tông của Trang vương phủ bị Tông thất Cận chi "đoạt đi" mà nhiều lần khoan dung với hậu duệ Bác Ông Quả Nặc, đó cũng là lý do tại sao một chi biệt tông này chỉ tập tước Phụng ân Tướng quân nhưng truyền thừa đến tận thời Thanh mạt.
Về phần Dận Lộc kế thừa đại tông, ông có tất cả 10 con trai, nhưng phần lớn đều mất sớm, chỉ còn lại thứ tử Hoằng Phổ, lục tử Hoằng Minh và bát tử Hoằng Dung. Cả 3 đều là do Trắc thất sinh ra, vì vậy đại tông do người lớn nhất là Hoằng Phổ kế thừa. Một chi Hoằng Phổ truyền thừa đến Dịch Tân thì bị cách tước, đại tông chuyển sang cho hậu duệ của Hoằng Dung kế thừa.

### Kỳ tịch
Trang vương phủ từ khi phong kỳ, đến năm Thuận Trị nguyên niên (1644) mới được phân vào Tương Hồng kỳ. Khi ấy, đại kỳ chủ Tương Hồng kỳ là Khắc Cần Quận vương, tiểu kỳ chủ còn có Ni Kham (hậu duệ của Chử Anh), cả hai đều là Quân công Vương trước khi nhập quan. Cho nên Trang vương phủ chiếm giữ kỳ phần thật sự không nhiều.
Đến khi Dận Lộc kế tục tước vị, kỳ tịch phát sinh thay đổi. Hậu duệ của Thạc Tắc vốn được phân vào Tương Hồng kỳ đệ tứ tộc, mà Dận Lộc sau khi quá kế vẫn giữ nguyên tộc phân của Cận chi Tông thất, tức Hữu dực Cận chi Tương Hồng kỳ đệ tam tộc, một mình chiếm lĩnh một tộc. Vì vậy, một chi Trang vương phủ cũng chuyển từ Viễn chi sang Cận chi. Tình huống đồng nhất hậu duệ 2 tộc Cận - Viễn cũng là một trường hợp đặc biệt của triều Thanh.

### Địa vị
Trang vương phủ nếu tính trong hàng Thiết mạo tử vương, luôn là thập phần xấu hổ. Trong số tám vị thời Thanh sơ, chỉ có Trang vương phủ thủy tổ là Trắc thất sở sinh, hơn nữa lại không có công trạng nào to lớn, nên không xứng hưởng Thái miếu, từ đó có thể thấy được địa vị không cao. Đến thời Thanh Cao Tông, Càn Long Đế cho rằng mạch tự của Thanh Thái Tông chiếm cứ hai kỳ, nếu trừ Túc vương phủ thì chỉ còn lại Trang vương phủ. Nhờ vậy Trang vương phủ mới có thể tiến vào hàng ngũ thừa kế võng thế. Lời xưa như thế, Trang vương phủ tuy không thể sánh được với các Vương phủ khác, nhưng cũng là một mặt ân phong tước Vương, thực lực vẫn không nhỏ, đặc biệt trong tám vị Thanh sơ đều là Viễn chi, chỉ có Trang vương phủ được sửa thành Cận chi. Hơn nữa, sau này Trang vương phủ cùng với Hoàng thất quan hệ càng thêm chặt chẽ, nên ở hàng tám vị Thiết mạo tử vương cũng là thập phần đặc thù.

## Trang Thân vương
Thứ tự thừa kế Trang vương phủ. Số năm lần lượt là năm sinh, năm thừa tước, năm mất; in đậm là khoảng thời gian thụ tước:
1. Thừa Trạch Dụ Thân vương Thạc Tắc (碩塞)
1629 - 1644 - 1655
2. Trang Tĩnh Thân vương Bác Quả Đạc (博果铎)
1650 - 1655 - 1723
3. Trang Khác Thân vương Dận Lộc (胤祿)
1695 - 1723 - 1767
Truy phong: Trang Thân vương Hoằng Phổ (1713 - 1743). Truy phong năm 1767.
4. Trang Thận Thân vương Vĩnh Thường (永瑺)
1737 - 1767 - 1788
5. Trang Tương Thân vương Miên Khóa (绵课)
1763 - 1788 - 1826
6. Dĩ cách Trang Thân vương Dịch Tân (奕𧷨)
1814 - 1826 - 1838 - 1860
7. Trang Cần Thân vương Miên Hộ (绵护)
1783 - 1838 - 1842
8. Trang Chất Thân vương Miên Hoa (绵譁)
1785 - 1842 - 1845
9. Trang Hậu Thân vương Dịch Nhân (奕仁)
1824 - 1846 - 1874
10. Dĩ cách Trang Thân vương Tái Huân (载勋)
1853 - 1875 - 1901
11. Trang Cung Thân vương Tái Công (载功)
1859 - 1902 - 1915
12. Trang Thân vương Phổ Tự (溥绪)
1882 - 1916 - 1933

## Phả hệ Trang Thân vương
- - Trang Thân vương
- - Hoàng đế

|                                                      |                                                      |                                                      |                                                      |                                                      |                                                      |  |  |                                                             |                                                             |                                                             |                                                             |                                                             |                                                             |  |  |                                                      |                                                      |                                                      |                                                      |                                                      |                                                      |  |  |                                                   |                                                   | Quá kế                                            |                                                   |                                                   |                                                   |  |  |  |  |  |  |  |  |  |  |  |  |  |  |  |  |
|                                                      |                                                      |                                                      |                                                      |                                                      |                                                      |  |  |                                                             |                                                             |                                                             |                                                             |                                                             |                                                             |  |  |                                                      |                                                      |                                                      |                                                      |                                                      |                                                      |  |  |                                                   |                                                   |                                                   |                                                   |                                                   |                                                   |  |  |  |  |  |  |  |  |  |  |  |  |  |  |  |  |
|                                                      |                                                      |                                                      |                                                      |                                                      |                                                      |  |  |                                                             |                                                             |                                                             |                                                             |                                                             |                                                             |  |  |                                                      |                                                      |                                                      |                                                      |                                                      |                                                      |  |  |                                                   |                                                   |                                                   |                                                   |                                                   |                                                   |  |  |  |  |  |  |  |  |  |  |  |  |  |  |  |  |
|                                                      |                                                      |                                                      |                                                      |                                                      |                                                      |  |  | Thừa Trạch Dụ Thân vương Thạc Tắc 1629 - 1644 - 1655        | Thừa Trạch Dụ Thân vương Thạc Tắc 1629 - 1644 - 1655        | Thừa Trạch Dụ Thân vương Thạc Tắc 1629 - 1644 - 1655        | Thừa Trạch Dụ Thân vương Thạc Tắc 1629 - 1644 - 1655        | Thừa Trạch Dụ Thân vương Thạc Tắc 1629 - 1644 - 1655        | Thừa Trạch Dụ Thân vương Thạc Tắc 1629 - 1644 - 1655        |  |  | Thanh Thế Tổ Thuận Trị 1638 - 1661                   | Thanh Thế Tổ Thuận Trị 1638 - 1661                   | Thanh Thế Tổ Thuận Trị 1638 - 1661                   | Thanh Thế Tổ Thuận Trị 1638 - 1661                   | Thanh Thế Tổ Thuận Trị 1638 - 1661                   | Thanh Thế Tổ Thuận Trị 1638 - 1661                   |  |  |                                                   |                                                   |                                                   |                                                   |                                                   |                                                   |  |  |  |  |  |  |  |  |  |  |  |  |  |  |  |  |
|                                                      |                                                      |                                                      |                                                      |                                                      |                                                      |  |  | Thừa Trạch Dụ Thân vương Thạc Tắc 1629 - 1644 - 1655        | Thừa Trạch Dụ Thân vương Thạc Tắc 1629 - 1644 - 1655        | Thừa Trạch Dụ Thân vương Thạc Tắc 1629 - 1644 - 1655        | Thừa Trạch Dụ Thân vương Thạc Tắc 1629 - 1644 - 1655        | Thừa Trạch Dụ Thân vương Thạc Tắc 1629 - 1644 - 1655        | Thừa Trạch Dụ Thân vương Thạc Tắc 1629 - 1644 - 1655        |  |  | Thanh Thế Tổ Thuận Trị 1638 - 1661                   | Thanh Thế Tổ Thuận Trị 1638 - 1661                   | Thanh Thế Tổ Thuận Trị 1638 - 1661                   | Thanh Thế Tổ Thuận Trị 1638 - 1661                   | Thanh Thế Tổ Thuận Trị 1638 - 1661                   | Thanh Thế Tổ Thuận Trị 1638 - 1661                   |  |  |                                                   |                                                   |                                                   |                                                   |                                                   |                                                   |  |  |  |  |  |  |  |  |  |  |  |  |  |  |  |  |
|                                                      |                                                      |                                                      |                                                      |                                                      |                                                      |  |  | Trang Tĩnh Thân vương Bác Quả Đạc 1650 - 1655 - 1723        | Trang Tĩnh Thân vương Bác Quả Đạc 1650 - 1655 - 1723        | Trang Tĩnh Thân vương Bác Quả Đạc 1650 - 1655 - 1723        | Trang Tĩnh Thân vương Bác Quả Đạc 1650 - 1655 - 1723        | Trang Tĩnh Thân vương Bác Quả Đạc 1650 - 1655 - 1723        | Trang Tĩnh Thân vương Bác Quả Đạc 1650 - 1655 - 1723        |  |  | Thanh Thánh Tổ Khang Hi 1654 - 1722                  | Thanh Thánh Tổ Khang Hi 1654 - 1722                  | Thanh Thánh Tổ Khang Hi 1654 - 1722                  | Thanh Thánh Tổ Khang Hi 1654 - 1722                  | Thanh Thánh Tổ Khang Hi 1654 - 1722                  | Thanh Thánh Tổ Khang Hi 1654 - 1722                  |  |  |                                                   |                                                   |                                                   |                                                   |                                                   |                                                   |  |  |  |  |  |  |  |  |  |  |  |  |  |  |  |  |
|                                                      |                                                      |                                                      |                                                      |                                                      |                                                      |  |  | Trang Tĩnh Thân vương Bác Quả Đạc 1650 - 1655 - 1723        | Trang Tĩnh Thân vương Bác Quả Đạc 1650 - 1655 - 1723        | Trang Tĩnh Thân vương Bác Quả Đạc 1650 - 1655 - 1723        | Trang Tĩnh Thân vương Bác Quả Đạc 1650 - 1655 - 1723        | Trang Tĩnh Thân vương Bác Quả Đạc 1650 - 1655 - 1723        | Trang Tĩnh Thân vương Bác Quả Đạc 1650 - 1655 - 1723        |  |  | Thanh Thánh Tổ Khang Hi 1654 - 1722                  | Thanh Thánh Tổ Khang Hi 1654 - 1722                  | Thanh Thánh Tổ Khang Hi 1654 - 1722                  | Thanh Thánh Tổ Khang Hi 1654 - 1722                  | Thanh Thánh Tổ Khang Hi 1654 - 1722                  | Thanh Thánh Tổ Khang Hi 1654 - 1722                  |  |  |                                                   |                                                   |                                                   |                                                   |                                                   |                                                   |  |  |  |  |  |  |  |  |  |  |  |  |  |  |  |  |
|                                                      |                                                      |                                                      |                                                      |                                                      |                                                      |  |  |                                                             |                                                             |                                                             |                                                             |                                                             |                                                             |  |  |                                                      |                                                      |                                                      |                                                      |                                                      |                                                      |  |  |                                                   |                                                   |                                                   |                                                   |                                                   |                                                   |  |  |  |  |  |  |  |  |  |  |  |  |  |  |  |  |
|                                                      |                                                      |                                                      |                                                      |                                                      |                                                      |  |  |                                                             |                                                             |                                                             |                                                             |                                                             |                                                             |  |  | Trang Khác Thân vương Dận Lộc 1695 - 1723 - 1767     |                                                      |                                                      |                                                      |                                                      |                                                      |  |  |                                                   |                                                   |                                                   |                                                   |                                                   |                                                   |  |  |  |  |  |  |  |  |  |  |  |  |  |  |  |  |
|                                                      |                                                      |                                                      |                                                      |                                                      |                                                      |  |  |                                                             |                                                             |                                                             |                                                             |                                                             |                                                             |  |  |                                                      |                                                      |                                                      |                                                      |                                                      |                                                      |  |  |                                                   |                                                   |                                                   |                                                   |                                                   |                                                   |  |  |  |  |  |  |  |  |  |  |  |  |  |  |  |  |
|                                                      |                                                      |                                                      |                                                      |                                                      |                                                      |  |  |                                                             |                                                             |                                                             |                                                             |                                                             |                                                             |  |  |                                                      |                                                      |                                                      |                                                      |                                                      |                                                      |  |  |                                                   |                                                   |                                                   |                                                   |                                                   |                                                   |  |  |  |  |  |  |  |  |  |  |  |  |  |  |  |  |
|                                                      |                                                      |                                                      |                                                      |                                                      |                                                      |  |  | Truy phong Trang Thân vương Hoằng Phổ 1713 - 1743           | Truy phong Trang Thân vương Hoằng Phổ 1713 - 1743           | Truy phong Trang Thân vương Hoằng Phổ 1713 - 1743           | Truy phong Trang Thân vương Hoằng Phổ 1713 - 1743           | Truy phong Trang Thân vương Hoằng Phổ 1713 - 1743           | Truy phong Trang Thân vương Hoằng Phổ 1713 - 1743           |  |  |                                                      |                                                      |                                                      |                                                      |                                                      |                                                      |  |  | Phụng ân Phụ quốc công Hoằng Dung 1737 - 1806     | Phụng ân Phụ quốc công Hoằng Dung 1737 - 1806     | Phụng ân Phụ quốc công Hoằng Dung 1737 - 1806     | Phụng ân Phụ quốc công Hoằng Dung 1737 - 1806     | Phụng ân Phụ quốc công Hoằng Dung 1737 - 1806     | Phụng ân Phụ quốc công Hoằng Dung 1737 - 1806     |  |  |  |  |  |  |  |  |  |  |  |  |  |  |  |  |
|                                                      |                                                      |                                                      |                                                      |                                                      |                                                      |  |  | Truy phong Trang Thân vương Hoằng Phổ 1713 - 1743           | Truy phong Trang Thân vương Hoằng Phổ 1713 - 1743           | Truy phong Trang Thân vương Hoằng Phổ 1713 - 1743           | Truy phong Trang Thân vương Hoằng Phổ 1713 - 1743           | Truy phong Trang Thân vương Hoằng Phổ 1713 - 1743           | Truy phong Trang Thân vương Hoằng Phổ 1713 - 1743           |  |  |                                                      |                                                      |                                                      |                                                      |                                                      |                                                      |  |  | Phụng ân Phụ quốc công Hoằng Dung 1737 - 1806     | Phụng ân Phụ quốc công Hoằng Dung 1737 - 1806     | Phụng ân Phụ quốc công Hoằng Dung 1737 - 1806     | Phụng ân Phụ quốc công Hoằng Dung 1737 - 1806     | Phụng ân Phụ quốc công Hoằng Dung 1737 - 1806     | Phụng ân Phụ quốc công Hoằng Dung 1737 - 1806     |  |  |  |  |  |  |  |  |  |  |  |  |  |  |  |  |
|                                                      |                                                      |                                                      |                                                      |                                                      |                                                      |  |  |                                                             |                                                             |                                                             |                                                             |                                                             |                                                             |  |  |                                                      |                                                      |                                                      |                                                      |                                                      |                                                      |  |  |                                                   |                                                   |                                                   |                                                   |                                                   |                                                   |  |  |  |  |  |  |  |  |  |  |  |  |  |  |  |  |
| Trang Thận Thân vương Vĩnh Thường 1737 - 1767 - 1788 | Trang Thận Thân vương Vĩnh Thường 1737 - 1767 - 1788 | Trang Thận Thân vương Vĩnh Thường 1737 - 1767 - 1788 | Trang Thận Thân vương Vĩnh Thường 1737 - 1767 - 1788 | Trang Thận Thân vương Vĩnh Thường 1737 - 1767 - 1788 | Trang Thận Thân vương Vĩnh Thường 1737 - 1767 - 1788 |  |  | Tam đẳng Phụng quốc Tướng quân Vĩnh Kha 1738 - 1794         | Tam đẳng Phụng quốc Tướng quân Vĩnh Kha 1738 - 1794         | Tam đẳng Phụng quốc Tướng quân Vĩnh Kha 1738 - 1794         | Tam đẳng Phụng quốc Tướng quân Vĩnh Kha 1738 - 1794         | Tam đẳng Phụng quốc Tướng quân Vĩnh Kha 1738 - 1794         | Tam đẳng Phụng quốc Tướng quân Vĩnh Kha 1738 - 1794         |  |  |                                                      |                                                      |                                                      |                                                      |                                                      |                                                      |  |  | Phụ quốc Tướng quân Vĩnh Phiên 1753 - 1789        | Phụ quốc Tướng quân Vĩnh Phiên 1753 - 1789        | Phụ quốc Tướng quân Vĩnh Phiên 1753 - 1789        | Phụ quốc Tướng quân Vĩnh Phiên 1753 - 1789        | Phụ quốc Tướng quân Vĩnh Phiên 1753 - 1789        | Phụ quốc Tướng quân Vĩnh Phiên 1753 - 1789        |  |  |  |  |  |  |  |  |  |  |  |  |  |  |  |  |
| Trang Thận Thân vương Vĩnh Thường 1737 - 1767 - 1788 | Trang Thận Thân vương Vĩnh Thường 1737 - 1767 - 1788 | Trang Thận Thân vương Vĩnh Thường 1737 - 1767 - 1788 | Trang Thận Thân vương Vĩnh Thường 1737 - 1767 - 1788 | Trang Thận Thân vương Vĩnh Thường 1737 - 1767 - 1788 | Trang Thận Thân vương Vĩnh Thường 1737 - 1767 - 1788 |  |  | Tam đẳng Phụng quốc Tướng quân Vĩnh Kha 1738 - 1794         | Tam đẳng Phụng quốc Tướng quân Vĩnh Kha 1738 - 1794         | Tam đẳng Phụng quốc Tướng quân Vĩnh Kha 1738 - 1794         | Tam đẳng Phụng quốc Tướng quân Vĩnh Kha 1738 - 1794         | Tam đẳng Phụng quốc Tướng quân Vĩnh Kha 1738 - 1794         | Tam đẳng Phụng quốc Tướng quân Vĩnh Kha 1738 - 1794         |  |  |                                                      |                                                      |                                                      |                                                      |                                                      |                                                      |  |  | Phụ quốc Tướng quân Vĩnh Phiên 1753 - 1789        | Phụ quốc Tướng quân Vĩnh Phiên 1753 - 1789        | Phụ quốc Tướng quân Vĩnh Phiên 1753 - 1789        | Phụ quốc Tướng quân Vĩnh Phiên 1753 - 1789        | Phụ quốc Tướng quân Vĩnh Phiên 1753 - 1789        | Phụ quốc Tướng quân Vĩnh Phiên 1753 - 1789        |  |  |  |  |  |  |  |  |  |  |  |  |  |  |  |  |
|                                                      |                                                      |                                                      |                                                      |                                                      |                                                      |  |  |                                                             |                                                             |                                                             |                                                             |                                                             |                                                             |  |  |                                                      |                                                      |                                                      |                                                      |                                                      |                                                      |  |  |                                                   |                                                   |                                                   |                                                   |                                                   |                                                   |  |  |  |  |  |  |  |  |  |  |  |  |  |  |  |  |
|                                                      |                                                      |                                                      |                                                      |                                                      |                                                      |  |  | Trang Tương Thân vương Miên Khóa 1763 - 1788 - 1826         | Trang Tương Thân vương Miên Khóa 1763 - 1788 - 1826         | Trang Tương Thân vương Miên Khóa 1763 - 1788 - 1826         | Trang Tương Thân vương Miên Khóa 1763 - 1788 - 1826         | Trang Tương Thân vương Miên Khóa 1763 - 1788 - 1826         | Trang Tương Thân vương Miên Khóa 1763 - 1788 - 1826         |  |  | Trang Cần Thân vương Miên Hộ 1783 - 1838 - 1842      | Trang Cần Thân vương Miên Hộ 1783 - 1838 - 1842      | Trang Cần Thân vương Miên Hộ 1783 - 1838 - 1842      | Trang Cần Thân vương Miên Hộ 1783 - 1838 - 1842      | Trang Cần Thân vương Miên Hộ 1783 - 1838 - 1842      | Trang Cần Thân vương Miên Hộ 1783 - 1838 - 1842      |  |  | Trang Chất Thân vương Miên Hoa 1785 - 1842 - 1845 | Trang Chất Thân vương Miên Hoa 1785 - 1842 - 1845 | Trang Chất Thân vương Miên Hoa 1785 - 1842 - 1845 | Trang Chất Thân vương Miên Hoa 1785 - 1842 - 1845 | Trang Chất Thân vương Miên Hoa 1785 - 1842 - 1845 | Trang Chất Thân vương Miên Hoa 1785 - 1842 - 1845 |  |  |  |  |  |  |  |  |  |  |  |  |  |  |  |  |
|                                                      |                                                      |                                                      |                                                      |                                                      |                                                      |  |  | Trang Tương Thân vương Miên Khóa 1763 - 1788 - 1826         | Trang Tương Thân vương Miên Khóa 1763 - 1788 - 1826         | Trang Tương Thân vương Miên Khóa 1763 - 1788 - 1826         | Trang Tương Thân vương Miên Khóa 1763 - 1788 - 1826         | Trang Tương Thân vương Miên Khóa 1763 - 1788 - 1826         | Trang Tương Thân vương Miên Khóa 1763 - 1788 - 1826         |  |  | Trang Cần Thân vương Miên Hộ 1783 - 1838 - 1842      | Trang Cần Thân vương Miên Hộ 1783 - 1838 - 1842      | Trang Cần Thân vương Miên Hộ 1783 - 1838 - 1842      | Trang Cần Thân vương Miên Hộ 1783 - 1838 - 1842      | Trang Cần Thân vương Miên Hộ 1783 - 1838 - 1842      | Trang Cần Thân vương Miên Hộ 1783 - 1838 - 1842      |  |  | Trang Chất Thân vương Miên Hoa 1785 - 1842 - 1845 | Trang Chất Thân vương Miên Hoa 1785 - 1842 - 1845 | Trang Chất Thân vương Miên Hoa 1785 - 1842 - 1845 | Trang Chất Thân vương Miên Hoa 1785 - 1842 - 1845 | Trang Chất Thân vương Miên Hoa 1785 - 1842 - 1845 | Trang Chất Thân vương Miên Hoa 1785 - 1842 - 1845 |  |  |  |  |  |  |  |  |  |  |  |  |  |  |  |  |
|                                                      |                                                      |                                                      |                                                      |                                                      |                                                      |  |  | Dĩ cách Trang Thân vương Dịch Tân 1814 - 1826 - 1838 - 1860 | Dĩ cách Trang Thân vương Dịch Tân 1814 - 1826 - 1838 - 1860 | Dĩ cách Trang Thân vương Dịch Tân 1814 - 1826 - 1838 - 1860 | Dĩ cách Trang Thân vương Dịch Tân 1814 - 1826 - 1838 - 1860 | Dĩ cách Trang Thân vương Dịch Tân 1814 - 1826 - 1838 - 1860 | Dĩ cách Trang Thân vương Dịch Tân 1814 - 1826 - 1838 - 1860 |  |  |                                                      |                                                      |                                                      |                                                      |                                                      |                                                      |  |  | Trang Hậu Thân vương Dịch Nhân 1824 - 1846 - 1874 | Trang Hậu Thân vương Dịch Nhân 1824 - 1846 - 1874 | Trang Hậu Thân vương Dịch Nhân 1824 - 1846 - 1874 | Trang Hậu Thân vương Dịch Nhân 1824 - 1846 - 1874 | Trang Hậu Thân vương Dịch Nhân 1824 - 1846 - 1874 | Trang Hậu Thân vương Dịch Nhân 1824 - 1846 - 1874 |  |  |  |  |  |  |  |  |  |  |  |  |  |  |  |  |
|                                                      |                                                      |                                                      |                                                      |                                                      |                                                      |  |  | Dĩ cách Trang Thân vương Dịch Tân 1814 - 1826 - 1838 - 1860 | Dĩ cách Trang Thân vương Dịch Tân 1814 - 1826 - 1838 - 1860 | Dĩ cách Trang Thân vương Dịch Tân 1814 - 1826 - 1838 - 1860 | Dĩ cách Trang Thân vương Dịch Tân 1814 - 1826 - 1838 - 1860 | Dĩ cách Trang Thân vương Dịch Tân 1814 - 1826 - 1838 - 1860 | Dĩ cách Trang Thân vương Dịch Tân 1814 - 1826 - 1838 - 1860 |  |  |                                                      |                                                      |                                                      |                                                      |                                                      |                                                      |  |  | Trang Hậu Thân vương Dịch Nhân 1824 - 1846 - 1874 | Trang Hậu Thân vương Dịch Nhân 1824 - 1846 - 1874 | Trang Hậu Thân vương Dịch Nhân 1824 - 1846 - 1874 | Trang Hậu Thân vương Dịch Nhân 1824 - 1846 - 1874 | Trang Hậu Thân vương Dịch Nhân 1824 - 1846 - 1874 | Trang Hậu Thân vương Dịch Nhân 1824 - 1846 - 1874 |  |  |  |  |  |  |  |  |  |  |  |  |  |  |  |  |
|                                                      |                                                      |                                                      |                                                      |                                                      |                                                      |  |  |                                                             |                                                             |                                                             |                                                             |                                                             |                                                             |  |  |                                                      |                                                      |                                                      |                                                      |                                                      |                                                      |  |  |                                                   |                                                   |                                                   |                                                   |                                                   |                                                   |  |  |  |  |  |  |  |  |  |  |  |  |  |  |  |  |
|                                                      |                                                      |                                                      |                                                      |                                                      |                                                      |  |  |                                                             |                                                             |                                                             |                                                             |                                                             |                                                             |  |  | Dĩ cách Trang Thân vương Tái Huân 1853 - 1875 - 1901 | Dĩ cách Trang Thân vương Tái Huân 1853 - 1875 - 1901 | Dĩ cách Trang Thân vương Tái Huân 1853 - 1875 - 1901 | Dĩ cách Trang Thân vương Tái Huân 1853 - 1875 - 1901 | Dĩ cách Trang Thân vương Tái Huân 1853 - 1875 - 1901 | Dĩ cách Trang Thân vương Tái Huân 1853 - 1875 - 1901 |  |  | Trang Cung Thân vương Tái Công 1859 - 1902 - 1915 | Trang Cung Thân vương Tái Công 1859 - 1902 - 1915 | Trang Cung Thân vương Tái Công 1859 - 1902 - 1915 | Trang Cung Thân vương Tái Công 1859 - 1902 - 1915 | Trang Cung Thân vương Tái Công 1859 - 1902 - 1915 | Trang Cung Thân vương Tái Công 1859 - 1902 - 1915 |  |  |  |  |  |  |  |  |  |  |  |  |  |  |  |  |
|                                                      |                                                      |                                                      |                                                      |                                                      |                                                      |  |  |                                                             |                                                             |                                                             |                                                             |                                                             |                                                             |  |  | Dĩ cách Trang Thân vương Tái Huân 1853 - 1875 - 1901 | Dĩ cách Trang Thân vương Tái Huân 1853 - 1875 - 1901 | Dĩ cách Trang Thân vương Tái Huân 1853 - 1875 - 1901 | Dĩ cách Trang Thân vương Tái Huân 1853 - 1875 - 1901 | Dĩ cách Trang Thân vương Tái Huân 1853 - 1875 - 1901 | Dĩ cách Trang Thân vương Tái Huân 1853 - 1875 - 1901 |  |  | Trang Cung Thân vương Tái Công 1859 - 1902 - 1915 | Trang Cung Thân vương Tái Công 1859 - 1902 - 1915 | Trang Cung Thân vương Tái Công 1859 - 1902 - 1915 | Trang Cung Thân vương Tái Công 1859 - 1902 - 1915 | Trang Cung Thân vương Tái Công 1859 - 1902 - 1915 | Trang Cung Thân vương Tái Công 1859 - 1902 - 1915 |  |  |  |  |  |  |  |  |  |  |  |  |  |  |  |  |
|                                                      |                                                      |                                                      |                                                      |                                                      |                                                      |  |  |                                                             |                                                             |                                                             |                                                             |                                                             |                                                             |  |  |                                                      |                                                      |                                                      |                                                      |                                                      |                                                      |  |  | Trang Thân vương Phổ Tự 1882 - 1916 - 1933        |                                                   |                                                   |                                                   |                                                   |                                                   |  |  |  |  |  |  |  |  |  |  |  |  |  |  |  |  |